# Fulmar Oil Field
Fulmar Oil Field är ett oljefält i Storbritannien. Det ligger i den nordöstra delen av landet, 600 km norr om huvudstaden London.
Terrängen runt Fulmar Oil Field är varierad.  Det finns inga samhällen i närheten. 